# Censo de México de 2000
El censo de México de 2000, denominado oficialmente XII Censo General de Población y Vivienda, fue el décimo segundo censo realizado en México. Se llevó a cabo del 7 al 18 de febrero de 2000 y dio como resultado una población de 97 483 412 habitantes.

## Resultados
| Posición | Estado              | Población  | Variación respecto a 1990 | Variación respecto a 1990 | Variación respecto a 1990 |
| Posición | Estado              | Población  | Pobl.                     | %                         | Pos.                      |
| -------- | ------------------- | ---------- | ------------------------- | ------------------------- | ------------------------- |
| 1        | México              | 13 096 686 | +3 280 891                | 33.42%                    | Sin cambios               |
| 2        | Distrito Federal    | 8 605 239  | +369 495                  | 4.49%                     | Sin cambios               |
| 3        | Veracruz            | 6 908 975  | +680 736                  | 10.93%                    | Sin cambios               |
| 4        | Jalisco             | 6 322 002  | +1 019 313                | 19.22%                    | Sin cambios               |
| 5        | Puebla              | 5 076 686  | +950 585                  | 23.04%                    | Sin cambios               |
| 6        | Guanajuato          | 4 663 032  | +680 439                  | 17.09%                    | Sin cambios               |
| 7        | Michoacán           | 3 985 667  | +437 468                  | 12.33%                    | Sin cambios               |
| 8        | Chiapas             | 3 920 892  | +710 396                  | 22.13%                    | Sin cambios               |
| 9        | Nuevo León          | 3 834 141  | +735 405                  | 23.73%                    | Sin cambios               |
| 10       | Oaxaca              | 3 438 765  | +419 205                  | 13.88%                    | Sin cambios               |
| 11       | Guerrero            | 3 079 649  | +459 012                  | 17.52%                    | Sin cambios               |
| 12       | Chihuahua           | 3 052 907  | +611 034                  | 25.02%                    | Sin cambios               |
| 13       | Tamaulipas          | 2 753 222  | +503 641                  | 22.39%                    | Sin cambios               |
| 14       | Sinaloa             | 2 536 844  | +332 790                  | 15.10%                    | Sin cambios               |
| 15       | Baja California     | 2 487 367  | +826 512                  | 49.76%                    | 4                         |
| 16       | San Luis Potosí     | 2 299 360  | +296 173                  | 14.79%                    | 1                         |
| 17       | Coahuila            | 2 298 070  | +325 730                  | 16.51%                    | 1                         |
| 18       | Hidalgo             | 2 235 591  | +347 225                  | 18.39%                    | 1                         |
| 19       | Sonora              | 2 216 969  | +393 363                  | 21.57%                    | 1                         |
| 20       | Tabasco             | 1 891 829  | +390 085                  | 25.98%                    | Sin cambios               |
| 21       | Yucatán             | 1 658 210  | +295 270                  | 21.66%                    | Sin cambios               |
| 22       | Morelos             | 1 555 296  | +360 237                  | 30.14%                    | 2                         |
| 23       | Durango             | 1 448 661  | +99 283                   | 7.36%                     | 1                         |
| 24       | Querétaro           | 1 404 306  | +353 071                  | 33.59%                    | 1                         |
| 25       | Zacatecas           | 1 353 610  | +77 287                   | 6.06%                     | 2                         |
| 26       | Tlaxcala            | 962 646    | +201 369                  | 26.45%                    | 1                         |
| 27       | Aguascalientes      | 944 285    | +224 626                  | 31.21%                    | 1                         |
| 28       | Nayarit             | 920 185    | +95 542                   | 11.59%                    | 2                         |
| 29       | Quintana Roo        | 874 963    | +381 686                  | 77.38%                    | 1                         |
| 30       | Campeche            | 690 689    | +155 504                  | 29.06%                    | 1                         |
| 31       | Colima              | 542 627    | +114 117                  | 26.63%                    | Sin cambios               |
| 32       | Baja California Sur | 424 041    | +106 277                  | 33.45%                    | Sin cambios               |
| Total    | Total               | 97 483 412 | +16 233 767               | 19.98%                    |                           |